# 追撃
追撃（ついげき、英: pursuit）は、戦場から離脱する敵部隊に対して行う攻撃の一段階である。

## 概要
敵部隊が離脱する場合、敵の戦闘力は一般的に低下している。特に戦闘で敗北した後の後退行動は士気・体力・火力に大きな減衰を引き起こす。追撃の意義はこの弱体化した敵戦力に対して速やかに捕捉して攻撃を行うことにより、敵の組織的な反撃を封じ、完全に撃滅することで、戦況をより有利にすることである。しばしば戦果拡張に引き続き行われる。しかし後退行動は基本的に迅速に行われるものであるため、追撃を行う側もそれを超える迅速さで行う必要がある。
なお、追撃には「追」の文字が使われているため、特にスポーツの報道などでは「追い上げ」つまり劣勢なものが優勢なものに追い付こうとする状態を表わす言葉として使われることもあるが、軍事的な意味では誤用である。

## 要領
敵の後退行動の兆候を察知した場合、速やかに追撃を準備し、敵部隊を戦場に捕捉することが求められる。敵の後退行動を許さないように包囲の態勢を整え、それと同時に追撃部隊を編成して準備しておく。さらに予想されうる敵の退却路を遮断するように部隊を派遣する。さらに追撃を組織的に行うために必要な武器弾薬食料などの物資を後方に整えておく。敵の行動についての情報を捕虜・スパイ・偵察員などから収集し、敵の後退行動が開始された機において実行に移す。

## 分類

### 追尾追撃
追尾追撃とは敵の後方に追尾して行う追撃である。敵の後退行動が突発的である場合、また退却路についての情報がなく、追跡を行いながらの追撃である場合に行われる。

### 並行追撃
並行追撃とは敵の退却路と並行した別路を利用して行う追撃である。追尾追撃よりも敵の側面を狙うことができる効果的な追撃方式であるが、その実施に当たっては、敵の退却路についての正確な情報、速やかな部隊展開、別路の存在などの条件が満たされなければならず、困難性を伴う。